# Casa Profesa de Toledo
La casa profesa de San Ildefonso fue una residencia de la Compañía de Jesús en Toledo situada en un amplio edificio en el centro de la ciudad.

## Historia
Los jesuitas se establecieron en Toledo en 1558 en una casa en la ciudad, tras la muerte del cardenal Silíceo, arzobispo de Toledo el año anterior. Este prelado se había opuesto vehementemente a la instalación de la Compañía de Jesús en la ciudad.
No sería hasta año 1566, bajo el generalato de Francisco de Borja, cuando se produciría la fundación formal de la casa como profesa. En ese año, Juan Hurtado de Mendoza y Guzmán, III conde de Orgaz, ofreció a la Compañía unas casas de su propiedad a un precio menor que el de mercado, con la aprobación de Felipe II. La cercanía de estas casas al convento dominico de San Pedro Mártir supuso que los dominicos pusiera pleito para que los Jesuitas abandonaran las casas, en las que ya se habían instalado. Pío V, dominico, era favorable a que la Compañía abandonase esas casas y formuló un breve en este sentido. Tras diversas acciones jurídicas y políticas, la muerte de Pío V en 1572 y la elección de Gregorio XIII, supuso la paz definitiva sobre esta cuestión mediante el breve  Dum atienta consiclerationi, de 28 de junio de 1573. La existencia de dos casas profesas (la de Madrid y esta de Toledo) en la misma provincia jesuitíca (la de Toledo) era considerado excepcional. 
El que sería templo de la casa profesa (actual iglesia de San Ildefonso) fue construido gracias a las donaciones de los hermanos Pedro y Estefanía Manrique de Castilla que fueron tenidos como patronos de la iglesia. Tras su finalización a principios del siglo XVIII, se trasladaron al presbiterio de la iglesia sus sepulturas así como las de sus padres y otros familiares. Es importante destacar la relación y parentesco de los Manrique con Ignacio de Loyola, fundador de la Compañía, a través de los duques de Nájera.
En la actualidad se conserva, aunque transformado, el edificio de la casa profesa que sirve de sede a la Delegación de Hacienda. Por su parte la iglesia de San Ildefonso se conserva, con culto.

## Descripción
La casa profesa se sitúa en las cercanías de la iglesia de San Román de Toledo, en el centro de la ciudad. Asimismo se encontraba al otro lado de la calle de San Román, frente al convento de la Madre de Dios.
El edificio cuenta con diversos patios y una magnífica iglesia barroca de grandes dimensiones en el flanco noroeste de la casa profesa. El templo se dedicó a San Ildefonso de Toledo.
La casa profesa contaba con diversos patios y una portada abierta hacia la calle Alfonso X el Sabio.